# Salvamento marítimo

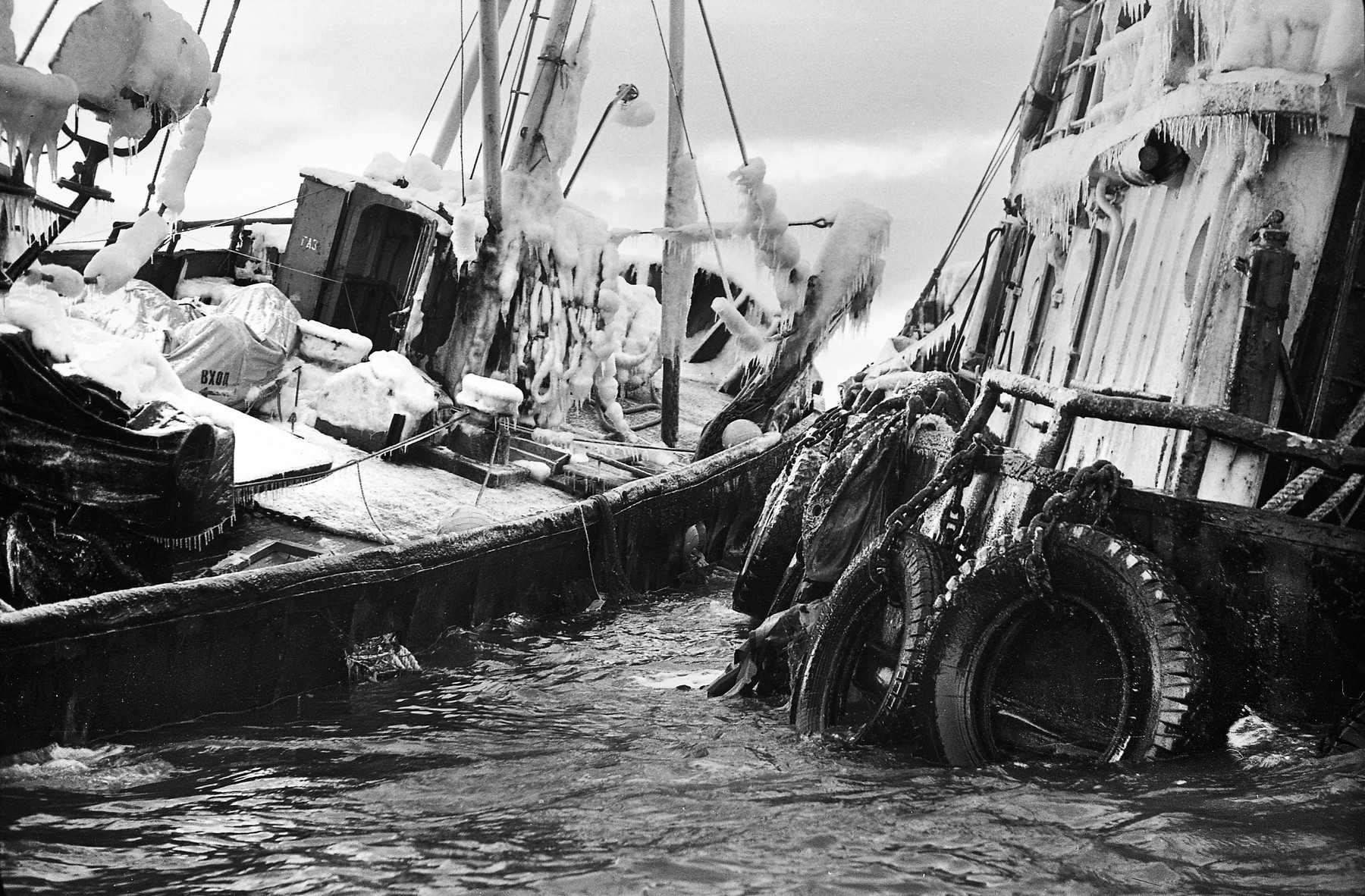
Infantería de salvataje marítimo de un barco de pesca en la costa de Estonia en 1973 (Jaan Künnap)

El salvamento marítimo es el proceso de recuperación de un buque y su carga después de un naufragio u otro siniestro marítimo. El salvamento puede abarcar el remolque, la puesta a flote de una embarcación o la reparación de una embarcación. Hoy en día, la protección del medio ambiente costero contra derrames de petróleo u otros contaminantes es una alta prioridad. Antes de la invención de la radio, los servicios de salvamento se prestaban a un barco siniestrado por cualquier barco que pasara por allí. Hoy en día, la mayoría de los salvamentos los llevan a cabo firmas especializadas en salvamento con personal y equipos dedicados.
El significado legal del salvamento es que un salvador exitoso tiene derecho a una recompensa, que es una proporción del valor total del barco y su carga. El monto de la indemnización se determina posteriormente en una "audiencia sobre el fondo" de un tribunal marítimo de conformidad con los artículos 13 y 14 de la Convención Internacional de Salvamento de 1989. El concepto de salvamento del derecho consuetudinario fue establecido por el Almirantazgo británico, y se define como "un servicio voluntario y exitoso prestado para salvar bienes marítimos en peligro en el mar, dando derecho al salvador a una recompensa"; y esta definición ha sido perfeccionada por la convención ya mencionada de 1989.
Originalmente, un salvamento "exitoso" era aquel en el que se salvaba al menos parte del barco o la carga; de lo contrario, el principio de "No Cure, No Pay" significaba que el salvador no obtendría nada. En la década de 1970, una serie de accidentes marítimos de petroleros de casco simple provocaron graves derrames de petróleo. Tales bajas no eran atractivas para los salvadores, por lo que el formulario abierto de Lloyd's (LOF) dispuso que se pagará a un salvador que actúe para tratar de prevenir el daño ambiental, incluso si no tiene éxito. Esta iniciativa de Lloyd's resultó tan ventajosa que se incorporó a la Convención de 1989.
Todos los barcos tienen el deber internacional de brindar asistencia razonable a otros barcos en peligro para salvar vidas, pero no hay obligación de tratar de salvar el barco. Cualquier oferta de asistencia de salvamento puede ser rechazada; pero si se acepta, surge automáticamente un contrato que da al salvador exitoso el derecho a una recompensa bajo la Convención de 1989. Por lo general, el barco y el salvador firmarán un acuerdo LOF para que los términos del salvamento sean claros. Desde 2000, se ha convertido en estándar agregar una cláusula SCOPIC ("Special Compensation - P&I Clubs") al LOF, para eludir las limitaciones de las disposiciones de "Special Compensation" de la Convención de 1989 (de conformidad con el caso de The Nagasaki Espíritu).